# فقاليات
فَقَّالِيَّات أو فصيلة يوسينيتيدي (الاسم العلمي: Eucinetidae)، هي فصيلة حشرات من غمديات الأجنحة. والتي تشتهر بصفيحاتها الكبيرة التي تغطي الجزء الأكبر من قص البطن، والتي تسمى أحيانًا خنافس الفخذ الصفيحة. الفصيلة صغيرة بالنسبة لبقية الخنافس، حيث يوجد حوالي 37 نوعًا في تسعة أجناس، ولكنها توجد في جميع أنحاء العالم.

## الأجناس
تضم الفصيلة 12 جنسًا:
- Bisaya
- Eucilodes Vit, 1985 g
- Eucinetella
- فقالة Germar, 1818 i c g b
- Euscaphurus Casey, 1885 i c g b
- Jentozkus Vít, 1977 i c g
- Mesocinetus Ponomarenko, 1986 g
- Noteucinetus Bullians & Leschen, 2005 g
- Nycteus Latreille, 1829 i c g b
- Peltocoleops Ponomarenko, 1990 g
- Subulistomella Sakai, 1980 g
- Tohlezkus Vít, 1977 i c g b

Data sources: i = ITIS, c = Catalogue of Life, g = GBIF, b = Bugguide.net